# Frusztráció
A frusztráció a mindennapi szóhasználatban is elterjedt pszichológiai szakkifejezés. Az eredetét képező latin frustratio szó jelentése: csüggedt vagy feszült, agresszív lelkiállapot, amelyet a vágyak, törekvések meghiúsulása vált ki.

## Pszichoanalitikus meghatározás
A frusztráció Freud szerint a csalódás élménye; ezt akkor érezzük, amikor erőltetett módon mondunk le egy ösztönszükséglet kielégítéséről. Általánosabban: az az érzés, amelyet egy célirányos cselekedet meghiúsulásakor, ill. valamely várt jutalom elmaradásakor érzünk. Az ember személyiségfejlődése és szocializációja során kisebb-nagyobb frusztrációk tapasztalatait megélve sajátítja el a szublimáció képességét. A súlyosabb, ismétlődő frusztráció azonban depresszióhoz is vezethet.

## Frusztráció–regresszió–agresszió
Kurt Lewin harminc, 2½–5 éves korú óvodáson végezte el híres frusztrációs kísérletét. A kísérlet minden egyes gyerek esetében három fázisból állt.
Először harminc percen keresztül megfigyelték és regisztrálták a gyerek spontán viselkedését adott játékszerek között, és egy 0–6 pontos skálán értékelték tevékenységének nívóját.
A második, 15 perces szakaszban a gyereket ugyanabba a helyiségbe vitték, amelynek méretét azonban (egy fal félretolásával) megnövelték. A helyiségben ott volt valamennyi korábbi játéktárgy, de voltak újak is: sokkal szebbek, csábítóbbak, mozgathatóak; a régi játékok is izgalmasabb környezetbe kerültek (a babához pl. volt babaház is, a vízi állatokhoz kis tavacska stb.). A kísérletvezető hagyta a gyereket szabadon játszani, de időnként felhívta a figyelmét egy-egy új tárgyra; a cél az volt, hogy a gyerek lehetőség szerint minden játékkal kapcsolatba kerüljön.
A harmadik – frusztrációs – szakaszban a kísérletvezető kiválasztotta azokat a játékokat, amelyekkel a gyerek az első szakaszban játszott, átvitte őket a szoba azon felébe, ahol eredetileg voltak. A szoba két része között egy átlátszó dróthálót feszített ki, és egy jó nagy lakattal a gyerek szeme láttára lelakatolta. A gyerek így láthatta – tőle elzárva – a szép, új játékokat, játszani viszont csak a régiekkel játszhatott.
A kísérlet levezetéseképpen 15 perc eltelte után a kísérletvezető felszólította a gyereket, hogy hagyja abba a játékot, és közölte, hogy most mennek vissza az óvodába. Kinyitotta a lakatot, elhúzta a dróthálót. Némely gyerek e fázisban magától visszaszaladt a szép játékokhoz; ha ezt nem tette meg, a kísérletvezető direkt módon felszólította erre. Ezt követően a gyerek korlátlan ideig, szabadon játszhatott; e fázis célja a felgyülemlett feszültség feloldása volt.

„A kísérlet alapkérdése az volt, hogy a frusztrációs helyzetben mennyiben változott a gyerek tevékenységi színvonala a kötetlen játékhelyzethez viszonyítva. Az eredmény: a frusztrációs helyzetben, a pontozóskála szerint, jelentékenyen csökkent a gyerekek tevékenységi színvonala. A csökkenés értelmi korban kifejezve átlagban 17 hónapnak felelt meg (a nagyobbaknál 21 hónapnak). Ez azt jelenti, hogy az ötéves, normális körülmények között életkorának megfelelő színvonalon játszó gyerek frusztrált helyzetben úgy játszott, mint egy hároméves.”

– Mérei – V. Binét

### A frusztráció–agresszió hipotézis
A pszichoanalitikus gyökerű frusztráció–agresszió hipotézis azt állítja, hogy ha valakit megakadályoznak egy adott célra irányuló személyes erőfeszítéseiben, minden esetben agresszív hajtóerő (’drive’) keletkezik benne, amely arra motiválja az illetőt, hogy kárt tegyen a frusztrációt okozó személyben vagy tárgyban. Ezen általános elmélettel szemben a kutatások azt mutatják, hogy az agresszió nem az egyedüli lehetséges válasz a frusztrációra.

## Frusztrációs tolerancia
A frusztráció elviselésének egyénre jellemző képessége az ún. frusztrációs tolerancia. Ennek alacsony vagy magas mértéke azt a frusztrációmennyiséget jelöli, amennyit az egyén képes elviselni anélkül, hogy eredeti célját megváltoztassa.

### PFT
A frusztrációs tolerancia egyedi meghatározásának általánosan használt eszköze az Saul Rosenzweig által 1945-ben publikált kidolgozott PFT (Picture Frustration Test = ’képes frusztrációs teszt’). A frusztráció–agresszió hipotézisen alapuló vizsgálatban a vizsgált személynek 24 különböző képet mutatnak, amelyek mindegyike egy-egy frusztráló helyzetet ábrázol, s neki a felkínált válaszlehetőségekből kell kiválasztania, hogy a képen látható frusztrált személy helyében miként reagálna. A képek egyik csoportjában az alany azt éli át, hogy érdekeit veszélyeztetik, a másikban erkölcsileg vádolják. A teszt azt vizsgálja, hogy az egyén reakciója kifelé vagy befelé irányul-e, ill. hogy válasza akadályhangsúlyos (megtapad a frusztrációnál), ítélet-jellegű (a felelősséget firtatja), avagy megoldásorientált. A vizsgálat alapján előrejelezhető, hogy frusztráló helyzetekben milyen reakcióra lehet számítani az adott személytől. Ez okból kifolyólag a teszt elvégzése számos munkakör esetén a pályaalkalmassági vizsgálat protokolljának részét képezi.”